# Matwij Bidny
Matwij Wiktorowycz Bidny, ukr. Матвій Вікторович Бідний (ur. 28 listopada 1979 w Kijowie) – ukraiński kulturysta i urzędnik państwowy, w latach 2023–2024 p.o. ministra, a do 2024 minister młodzieży i sportu.

## Życiorys
Uprawiał kulturystykę, w latach 1999–2004 był członkiem kadry narodowej. Zdobywał tytuły mistrza Ukrainy, wywalczył też srebrny medal na mistrzostwach świata juniorów (2000). Absolwent studiów trenerskich i nauczycielskich na Narodowym Uniwersytecie Wychowania Fizycznego i Sportu Ukrainy (2001). Ukończył również m.in. finanse przedsiębiorstw na Kijowskim Narodowym Uniwersytecie Handlu i Ekonomii (2008). Pracował jako trener i kierownik klubu fitness, zajmował też stanowiska menedżerskie.
W 2016 został urzędnikiem w ministerstwie młodzieży i sportu. Od tegoż roku do 2020 był dyrektorem departamentu kultury fizycznej i sportów nieolimpijskich. W lipcu 2020 został wiceministrem, a w listopadzie 2023 pełniącym obowiązki ministra. We wrześniu 2024 stanął na czele tego ministerstwa w rządzie Denysa Szmyhala. Funkcję ministra utrzymał również w utworzonym w lipcu 2025 gabinecie Julii Swyrydenko.